# Drummond Cove
Drummond Cove is een baai en kustplaats in de regio Mid West in West-Australië.

## Geschiedenis
Bij aanvang van de Europese kolonisatie leefden de Yamatji Aborigines in de streek. Ze leefden er van de jacht en de visvangst. Begin jaren 1800 werd de baai gebruikt door Amerikaanse walvisjagers, die er smokkelwaar als tabak en sterke drank aan land brachten voor de mijnwerkers in het noorden van de kolonie. De baai werd daarom 'Smugglers Cove' genoemd. Volgens historica Pamela Statem werd de baai zo genoemd omdat ze in de jaren 1860 gebruikt werd om belastingen op de uitvoer van sandelhout te ontwijken.
In 1852 werd Nicolaï Drummond tot 'Sub-Protector of Aboriginals' voor de streek rond Champion Bay benoemd. Hij vestigde zich met zijn vrouw Mary Shaw aan de 'Smugglers Cove' en bouwde er een stenen huisje. Na de dood van Drummond in 1906 werd de baai naar hem vernoemd. 'Smugglers Cove' werd 'Drummond Cove'.
In de jaren 1930 vestigden zich enkele families uit Macedonië in de streek en teelden er tomaten. Ze verkochten deze tijdens de Tweede Wereldoorlog. Eind jaren 1930 streken er in het vakantieseizoen vakantiegangers neer. In de jaren 1940 vestigden zich tijdens het kreeftenseizoen kreeftenvissers in de duinen langs de baai. In 1950 werd er een 'Beach Camping and Recreational Reserve' voorzien. De 'Upper Chapman Road Board' deelde het op in 24 kavels en verhuurde ze. Tegen 1964 werd de 'Shire of Greenough' er eigenaar van en had er zich een kleine gemeenschap gevestigd. De plaats breidde de daaropvolgende jaren uit. De 'Drummond Cove Progress Association' vroeg en verkreeg water-, telefoon- en energievoorzieningen.
Als gevolg van het beleid van de 'West Australian Planning Commission’ - om de kuststrook tot 150 meter van waar het hoogwater komt aan de natuur terug te geven - diende 'Old Drummond' dat zich in die zone bevond vanaf 2016 afgebroken te worden. De inwoners dienden van het strand weg te verhuizen. In 2021 besliste de regering van premier Mark McGowan om 3 miljoen $ in de kuststrook te investeren. Het geld dient om erosie tegen te gaan en voor de bouw van een trailerhelling en de aanleg van een recreatiegebied.

## Beschrijving
Drummond Cove maakt deel uit van het lokale bestuursgebied (LGA) City of Greater Geraldton, waarvan Geraldton de hoofdplaats is.
De kustplaats telde 1.605 inwoners in 2021, tegenover 759 in 2006.

## Ligging
Drummond Cove ligt langs de North West Coastal Highway, 430 kilometer ten noordnoordwesten van de West-Australische hoofdstad Perth, 87 kilometer ten zuidoosten van Gregory en 13 kilometer ten noorden van Geraldton.